# Адолф VII (Шаумбург)
Адолф VII фон Шаумбург  (на немски: Adolf VII von Schaumburg; * 1297; † 5 юни 1354) е граф на Холщайн-Пинеберг и Шаумбург от 1315 до 1353 г.
Той е най-възрастният син на граф Адолф VI (1256 – 1315) и Хелена фон Саксония-Лауенбург († сл. 1332), дъщеря на херцог Йохан I от Саксония-Лауенбург († 1285). По-малкият му брат Герхард († 1353) e епископ на Минден.
Адолф VII се жени на 25 февруари 1301 г. за Хедвиг фон Шваленберг († пр. 25 юли 1322), внучка на граф Фолквин IV фон Шваленберг, незаконна дъщеря на граф Адолф I фон Шваленберг († 1302/1305).
Адолф VII се жени втори път пр. 25 юли 1322 г. за Хайлвиг фон Липе († сл. 5 март 1369), дъщеря на Симон I фон Липе († 1344) и Аделхайд фон Валдек († 1339/1342).

## Деца
Адолф VII има с Хайлвиг фон Липе единадесет деца:
- Адолф VIII († 1370), граф на Холщайн-Шауенбург (1354 – 1370)
- Герхард II († 1366), епископ на Минден
- Симон († 1361), ерцдякон в Озен
- Ото I († 1404), граф на Шауенбург и Холщайн и Шаумбург, ∞ 25 юни 1368 за Матилда фон Брауншвайг-Люнебург (1350-1410) († сл. 1410)
- Бернхард († 1419), каноник в Хамбург
- Хайлвиг († сл. 1330)
- Аделхайд († 1376), ∞ Хайнрих V (IV) фон Щернберг († сл. 1385)
- Мехтилд († сл. 1386), монахиня
- дете
- Анна († 3 януари 1358), ∞ на 6 януари 1338 г. за херцог Йохан I (IV) фон Мекленбург-Щаргард († 1392/1393)
- Елизабет († пр. 30 април 1411)